# Мемориал (Шум)
Мемориа́л — памятный знак на братской могиле советских воинов, погибших в боях с фашистами в период Любанской наступательной операции в 1941 году, стела в честь погибших бойцов и памятник лётчику, погибшему под селом в ходе воздушного боя. Находится в селе Шум, Кировский район, Ленинградская область.

## История
Мемориальная плита и стела установлены в знак памяти погибшим воинам в ходе ожесточённых боёв за южное побережье Ладожского озера. В ноябре — декабре 1941 года в ходе Великой Отечественной войны гитлеровцы пытались захватить южное побережье Ладожского озера. В конце ноября 1941 года они были отброшены от Волхова, после чего захватчики направили удар в направлении развилки железнодорожной линии и автомобильной дороги на Ленинград. Там фашисты надеялись вначале затруднить, а затем окончательно прекратить снабжение города через Ладожское озеро. Однако советским войскам удалось остановить их в 1,5 км от деревни Шум, рядом с железнодорожной станцией Войбокало. Войска немецких захватчиков неоднократно предпринимали попытки прорыва. В ходе Любанской операции они были остановлены Войбокальской группой войск в трёхстах метрах от железной дороги, по которой шло снабжение блокадного города. К концу декабря 1941 года 54-я армия оттеснила немцев к Киришам в ходе Тихвинской операции — первой стратегической победой советских войск под Ленинградом.

## Описание
Стела возле братской могилы представляет собой трапециевидную бетонную плиту серого цвета. высотой два метра двадцать сантиметров. На верхней части плиты имеется табличка из бронзы с надписью:

3 декабря 1941 года начался разгром немецко-фашистской армии, пытавшей охватить вторым кольцом блокады Ленинград. В разгроме участвовала ударная группировка 54-й Армии в составе 80-й и 311-й стрелковых дивизий, 6-й отдельной бригады морской пехоты и 122 танковой бригады. Вечная память героям, павшим за Родину-мать!
На плите также имеется гравировка: «Они не прошли!», которая была сделана в 2017 году по инициативе администрации Шумского поселения и Кировского военкомата. По данным Кировского РВК в братской могиле захоронено 540 человек. ОБД «Мемориал» не располагает сведениями о погибших. В ходе поисковых работ волонтёрам удалось установить личности 519 человек, имена которых нанесены на памятные таблички. 21 человек не установлен, пока они остались безымянными героями, волонтёры поискового отряда продолжают работу. Братская могила является объектом культурного наследия РФ.
Члены поискового отряда «Шум винтов», созданного по инициативе Профсоюзного комитета Санкт-Петербургской ППО ФПАД России, нашли точные сведения о том, где был похоронен лётчик-майор, штурман 159-го истребительного авиационного полка Сергей Николаевич Власов, в годы войны защищавший ленинградское небо от немецких захватчиков и погибший в ходе сражения над деревней Шум. В торжественной обстановке состоялось открытие мемориального памятника с его именем.
В полутора километрах от села Шум в честь тридцатилетия разгрома немецких войск под Ленинградом 27 января 1975 года был открыт памятник «Дороге Жизни», — установлена стела в знак памятного прорыва блокады Ленинграда в 1943 году. Памятник создан архитектором С. С. Натониным, посвящён началу прохождения поездов по железнодорожному пути, в 1942 году спасшему жителей Ленинграда от голода. Находится на железнодорожной станции Войбокало.
На трёхметровой бетонной плите белого цвета с ребристым левым краем на вершине установлена звёздочка, ниже — скрещённые гаечный ключ и молоток как символ железнодорожных войск. Римские цифры «0» и «I» сопровождает надпись: «Дорога Жизни» — железнодорожная ветка от Войбокало в направлении Лаврово-Кобона-Коса.
К мемориалу ведёт аллея, на которой растут лиственницы, высаженные несколько десятилетий назад.